# United Kingdom (álbum)
United Kingdom es el segundo álbum de estudio del rapero puertorriqueño Manny Montes (primero del tipo colaborativo) lanzado por Afueguember Records en 2003. Contó con la participación de nuevos talentos de la música urbana cristiana de aquella época, como Funky, Triple Seven, Dr. P, VIP (Maso y Chal), Don Misionero, entre otros. Es uno de los primeros álbumes colaborativos dentro de la música urbana cristiana.
Además de ser un álbum, Manny Montes lo convirtió en una de las sagas más largas dentro del ámbito de la música cristiana urbana con tres ediciones, United Kingdom 2: A La Reconquista, United Kingdom 2.5, y el ya anunciado lanzamiento de la parte 3.

## Lanzamiento y promoción
Después de su debut en Realidades, Manny decide crear un disco con nuevos talentos de música urbana cristiana, en este caso, Funky, Triple Seven, Dr. P, entre otros. Registra también el debut musical de Santito, de quien Manny Montes grabó su historia y testimonio en «La vida que nace de muerte».
Los sencillos del álbum sería la canción homónima al disco junto a Funky y VIP (dúo Maso y Chal), producida por Lutek, y «Vida dura». Ambas contaron con vídeo oficial. 

## Lista de canciones
| N.º     | Título                                            | Productor(es)  | Duración |  |
| 1.      | «United Kingdom» (Manny Montes Feat. Funky y VIP) | Lutek          | 3:32     |  |
| 2.      | «Heme Aquí» (Manny Montes)                        | DJ Sace        | 4:13     |  |
| 3.      | «Sigue Corriendo» (Funky)                         | Funky          | 3:51     |  |
| 4.      | «Poco A Poco» (Manny Montes)                      | DJ Sace        | 3:46     |  |
| 5.      | «Mambo» (Vito)                                    | DJ Sace        | 3:41     |  |
| 6.      | «Un Solo Cuerpo» (Don Misionero)                  | DJ Sace        | 3:39     |  |
| 7.      | «Nada Me Falta» (Triple Seven Feat. Manny Montes) | DJ Sace        | 3:11     |  |
| 8.      | «Vamos Adorar» (Sacerdote)                        | DJ Sace        | 3:16     |  |
| 9.      | «Lírica Letal» (Manny Montes)                     | DJ Blessing    | 3:12     |  |
| 10.     | «Vida Dura» (Manny Montes)                        | DJ Eggie       | 5:18     |  |
| 11.     | «Desecha» (Luis Joel)                             | Da' Presidents | 3:34     |  |
| 12.     | «Un Solo Gobierno» (Dr. P)                        | Casper         | 3:05     |  |
| 13.     | «David y Goliat» (Henry Crespo)                   | Da' Presidents | 2:50     |  |
| 14.     | «Rankeao» (Manny Montes Feat. Santito)            | Da' Presidents | 2:51     |  |
| 15.     | «Me Llamaste» (Double Impact Feat. Manny Montes)  | Bones          | 3:25     |  |
| 16.     | «Te Necesito» (Chrizm)                            | DJ Sace        | 3:45     |  |
| 17.     | «De Otra Manera» (JC Cartier)                     | DJ Magnifik    | 3:30     |  |
| 18.     | «Atención» (El Sánchez)                           | DJ Eggie       | 4:07     |  |
| 19.     | «Mi Voz Se Escucha» (Harold)                      | DJ Sace        | 3:06     |  |
| 20.     | «Váyase Con Eso» (Manny Montes Feat. Big Casual)  | Funky          | 3:25     |  |
| 21.     | «Jesús Me Salvó» (VIP)                            | Lutek          | 4:05     |  |
| 1:00:15 |                                                   |                |          |  |

## Videos
1. United Kingdom (Feat. Funky y VIP) - (Manny Montes)
2. Vida Dura (Manny Montes)

## Otras ediciones
En 2013, Manny Montes lanzó UK2, que sería una continuación al primer álbum, donde participaron nuevos talentos en ese entonces. En 2014, lanzó la edición internacional con artistas de Latinoamérica. En 2021, en su álbum Solo Reggaeton, habló de United Kingdom 3, posiblemente para ser lanzado en 2023.

## United Kingdom 2: A La Reconquista
United Kingdom 2: A La Reconquista es un álbum de reggaeton, rap y hip hop lanzado por el cantante puertorriqueño Manny Montes en 2013. En este álbum, Manny tuvo la idea de poder realizar un documental sobre el proyecto. El lunes 24 de junio de 2013 se realizaron las grabaciones del documental que contó con los productores Kaldtronik y Kendry, entre otros. «Es una gran bendición compartir con todos nuestros hermanos, ministros y sabemos que Dios hará grandes cosas con esta poderosa producción en donde nos levantamos en busca del Reino Unido. Dios es Fiel», comenta Manny Montes. La nueva versión de United Kingdom tiene el lema «a la reconquista» donde el objetivo es impactar a la generación de jóvenes a que se levanten a re-conquistar lo que nos pertenece y a vivir en unidad para el Reino.

### Lista de canciones
01. A La Reconquista [Manny Montes Feat. Michael Pratts, Baby Nory, Dwayne & Jaydan]

02. Dónde Está Mi Iglesia [Manny Montes]

03. Afueguember [Manny Montes Feat. Michael Pratts]

04. Soñador [Dwayne]

05. Wepa [Manny Montes]

06. Reino Unido [Baby Nory]

07. Dime Que Vas a Hacer [Manny Montes Feat. Ariel Kelly & Michael Pratts]

08. Nadie Como Tu [Samitto & Esabdiel]

09. Que Dolor [Manny Montes Feat. Memo & Ungido]

10. Música De Verdad [Micky Medina]

11. God Is Good [J Suarez]

12. El Mambow De Jonas [Sugar]

13. Solo Necesito [Jaydan]

14. Descansa Tranquilo [Ivan 2 Filoz]

15. Que Mi Música Suene [Indiomar]

16. Ritmo Del Cielo [Michael Pratts]

17. No Te Limites [Alwin]

18. Yo Iré [Albert & Marc]

19. Brilla [Musiko]

20. Mirala [Yariel & Omy]

21. Volver A Empezar [Daniel & Onix]

22. Alza La Mano [W El Guerrero]

23. Levantate [Jun El Primogénito]

24. La Unión [Manny Montes Feat. Michael Pratts, Indiomar, Samitto & Esabdiel, Jaydan, Albert & Marc]

25. Atentos & Apercibidos 2 [Manny Montes Feat. Jaydan, Baby Nory, JC Boy, Gabo & SR El Instrumento]

## Remixes
Brilla (Official Remix) [Manny Montes Feat. Musiko]

## Vídeos
1. El Mambow De Jonas [Sugar]
2. Dime Que Vas A Hacer? [Manny Montes Feat. Michael Pratts]